# 오용근 (수학자)
오용근(吳龍根, 1961년 6월 1일 ~ )은 대한민국의 수학자이다. 기초과학연구원 연구단장과 포항공과대학교 교수직을 맡고 있다.

## 수상
- 2001년: 한국과학기술한림원 젊은과학자상
- 2019년: 한국과학상[1][2]
- 2022년: 호암상[3]